# باشگاه فوتبال روندز تاون
باشگاه فوتبال روندز تاون (به انگلیسی: Raunds Town Football Club) یک باشگاه فوتبال در شهر روندز، کشور انگلستان است که در سال ۱۹۴۶ میلادی تأسیس شده‌است.